# Turn Left Turn Right (phim truyền hình 2020)
Turn Left Turn Right (tiếng Thái: Turn Left Turn Right – สมองเลี้ยวซ้าย หัวใจเลี้ยวขวา; RTGS: Turn Left Turn Right – Sa-mong Liao Sai. Hua-chai Liao Khwa) là một bộ phim truyền hình Thái Lan phát sóng năm 2020 chuyển thể từ cuốn sách Turn Left, Turn Right (A Chance of Sunshine) của tác giả người Đài Loan Jimmy Liao, với sự tham gia của Kawee Tanjararak (Beam), Prachaya Ruangroj (Singto), Korapat Kirdpan (Nanon), Ornjira Larmwilai (Pang), Chayanit Chansangavej (Pat) và Napasorn Weerayuttvilai (Puimek).
Bộ phim được đạo diễn bởi Worrawech Danuwong và sản xuất bởi GMMTV cùng Lasercat Studio. Đây là một trong mười ba dự án phim truyền hình được GMMTV giới thiệu trong sự kiện "Wonder Th13teen" vào ngày 5 tháng 11 năm 2018. Ban đầu, bộ phim dự kiến sẽ được phát sóng trong năm 2019 nhưng rồi bị lùi sang đầu năm 2020. Bộ phim được phát sóng vào lúc 21:30 (ICT), Chủ nhật trên GMM 25 và phát lại vào 23:00 (ICT) cùng ngày trên LINE TV,bắt đầu từ ngày 2 tháng 2 năm 2020. Bộ phim kết thúc vào ngày 5 tháng 4 năm 2020.

## Nội dung
Tai (Korapat Kirdpan) có ước mơ trở thành một nhà điêu khắc nhưng phải đứng trước sự lựa chọn giữa việc cha mẹ anh mong muốn anh sẽ theo học ngành marketing và việc sẽ học cùng ngành với bạn gái của mình  Sangnuea (Wanwimol Jaenasavamethee). Anh phải lựa chọn giữa sống theo kỳ vọng của người khác hoặc ước mơ của chính mình.
Một nhạc sĩ trẻ tên Gun (Prachaya Ruangroj) đang có mối quan hệ rất tốt và đang trên đà tiến triển với Aye (Chayanit Chansangavej). Trong khi mọi việc đang suôn sẻ, anh phải lựa chọn việc rời bỏ cuộc sống cũ của mình và chuyển đến Đài Loan sống với Aye.
Cả ba người họ đều phải đối mặt với vấn đề của riêng mình cho đến khi họ được đưa đến một quán bar bí ẩn mang tên "Somewhere only we know" (Nơi nào đó chỉ có chúng ta biết). Chủ quán bar, Tor (Singto Numchok), cho họ cơ hội thứ hai để có một sự lựa chọn mới bằng cách quay ngược thời gian. Họ tiếp tục phải lựa chọn giữa con tim và lý trí. Dù họ có đưa ra lựa chọn nào đi nữa, cuộc sống của họ sẽ không bao giờ giống nhau.

## Diễn viên
Dưới đây là dàn diễn viên của bộ phim:

### Diễn viên chính
- Kawee Tanjararak (Beam) vai Pat
- Prachaya Ruangroj (Singto) vai Gun
- Korapat Kirdpan (Nanon) vai Tai
- Ornjira Larmwilai (Pang) vai Trisha
- Chayanit Chansangavej (Pat) vai Aye
- Napasorn Weerayuttvilai (Puimek) vai Earn

### Diễn viên phụ
- Phatchatorn Tanawat (Ploy) vai Cher
- Wanwimol Jaenasavamethee (June) vai Sangneua
- Singto Numchok vai Tor
- Anusorn Maneiled (Young) vai Gab
- Danai Jarujinda (Kik) vai Jay
- Patara Eksangkul (Foei) vai Sun
- Pattadon Janngeon (Fiat) vai James
- Chayapol Jutamat (AJ)
- Napat Patcharachavalit

### Khách mời
- Poramet Noi-um vai bố của Tai
- Mintita Wattanakul (Mint) vai Nym
- Leo Saussay vai Patrick
- Carissa Springett vai Khim
- Supakan Benjaarruk (Nok) vai Jessie

## Nhạc phim
- Second Chance - Singto Numchok [7]

## Đón nhận

### Rating truyền hình Thái Lan
- Trong bảng dưới đây, màu xanh dương biểu thị xếp hạng thấp nhất, màu đỏ biểu thị xếp hạng cao nhất.

| Tập        | Khung giờ (UTC+07:00) | Ngày phát sóng      | Tỷ lệ rating trung bình | Ref.     |
| ---------- | --------------------- | ------------------- | ----------------------- | -------- |
| 1          | Sunday 9:30 pm        | 2 tháng 2 năm 2020  | 0.147%                  | [ 8 ]    |
| 2          | Sunday 9:30 pm        | 9 tháng 2 năm 2020  | 0.150%                  | [ 9 ]    |
| 3          | Sunday 9:30 pm        | 16 tháng 2 năm 2020 | 0.057%                  | [ 10 ]   |
| 4          | Sunday 9:30 pm        | 23 tháng 2 năm 2020 | 0.143%                  | [ 11 ]   |
| 5          | Sunday 9:30 pm        | 1 tháng 3 năm 2020  | 0.105%                  | [ 12 ]   |
| 6          | Sunday 9:30 pm        | 8 tháng 3 năm 2020  | 0.135%                  | [ 13 ]   |
| 7          | Sunday 9:30 pm        | 15 tháng 3 năm 2020 | 0.049%                  | [ 14 ]   |
| 8          | Sunday 9:30 pm        | 22 tháng 3 năm 2020 | 0.113%                  | [ 15 ]   |
| 9          | Sunday 9:30 pm        | 29 tháng 3 năm 2020 | 0.074%                  | [ 16 ]   |
| 10         | Sunday 9:30 pm        | 5 tháng 4 năm 2020  | 0.110%                  | [ 17 ]   |
| Trung bình | Trung bình            | Trung bình          | 0.108% 1                | 0.108% 1 |

^1  Dựa trên tỷ lệ rating trung bình mỗi tập.

## Giải thưởng và đề cử
| Giải thưởng      | Năm  | Hạng mục  | Người /Tác phẩm được đề cử | Kết quả | Ref.   |
| ---------------- | ---- | --------- | -------------------------- | ------- | ------ |
| Giải thưởng Maya | 2020 | Male Star | Prachaya Ruangroj          | Đề cử   | [ 18 ] |